# Sidi Moussa (Marocco)
Sidi Moussa  (in arabo سيدي موسى‎?) è un centro abitato e comune rurale del Marocco situato nella provincia di El Kelâat Es-Sraghna, regione di Marrakech-Safi. Conta una popolazione di 9 704 abitanti (censimento 2014).